# Vanilla (singel Gackta)
Vanilla – drugi singel japońskiego artysty Gackta, wydany 11 sierpnia 1999 roku. Utwór Vanilla jest jednym z najbardziej znanych utworów wśród fanów Gackta. Singel został ponownie wydany 20 marca 2002 roku. Osiągnął 4 pozycję w rankingu Oricon i pozostał na listach przebojów przez 10 tygodni. Sprzedano 248 360 egzemplarzy.

## Lista utworów
Wszystkie utwory zostały skomponowane i napisane przez Gackt C.
| Nr | Tytuł                         | Czas |
| -- | ----------------------------- | ---- |
| 1. | "Vanilla"                     | 4:06 |
| 2. | "Vanilla (Un Pluged Version)" | 3:59 |
| 3. | "Vanilla (Instrumental)"      | 4:06 |